# Карабаш, Казимеж
Кази́меж Мечи́слав Кара́баш (пол. Kazimierz Mieczysław Karabasz; 6 мая 1930, Быдгощ — 11 августа 2018, Варшава) — польский кинорежиссёр, классик польской школы документального кино.

## Биография
Казимеж Карабаш родился 6 мая 1930 года в Быдгоще. В 1956 году окончил Высшую Государственную школу кинематографа, телевидения и театра в Лодзи, где впоследствии преподавал. Работал в Варшавской студии документальных фильмов (Wytwórnia Filmów Dokumentalnych) и студии «Хроника» (Kronika), сотрудничал с польским телевидением.
Творческую деятельность начинал как представитель так называемой «Чёрной серии» польского документального кино. Идеологи «Чёрной серии» обличали навязываемый режимом «оптимизм соцреализма». В рамках этого течения Карабаш создаёт такие фильмы, как «Там, где дъявол говорит: „Доброй ночи!“» (1956) и «Люди с бесплодных земель» (1957).
В начале 60-х в творчестве Карабаша чувствуется влияние итальянского кинематографа. Вдохновлённый лучшими образцами неореализма, он снимает фильмы, основанные на наблюдении — «Люди в дороге» (1960) и «Железнодорожный узел» (1961). Венцом творчества этого периода становится фильм «Музыканты» (1960). Фильм рассказывает о трамвайщиках, создавших собственный оркестр. После работы они отправляются на репетицию, которую и запечатлевает Карабаш.
Знаменитый польский кинорежиссёр Кшиштоф Кесьлёвский назвал фильм «Музыканты» в числе десяти лучших фильмов, которые он когда-либо видел. Карабаш был учителем Кесьлёвского в киношколе.
В последующие года Карабаш разрабатывает свой собственный стиль, основанный на внимательном отношении к простому человеку. Героями его фильмов часто становятся молодые люди, не определившиеся со своим будущим. В поле зрения камеры оказывается как определённый герой, как в работах «Один год Франка В.» (1967), «Кристина М.» (1973), так и молодёжь, в своей массе образующая обобщённый образ поколения — «На пороге» (1965).
Из последних работ Карабаша можно выделить «Портрет в капле воды» (1997) и «Встречи» (2004). «Портрет в капле воды» основан на фотографиях случайных прохожих, которые сделал сам режиссёр.
Большинство фильмов Карабаша сняты оператором Станиславом Недбальским.

## Фильмография
- 1955 — И так каждый день / Jak co dzień
- 1957 — Там, где дъявол говорит: «Доброй ночи» / Gdzie diabeł mówi dobranoc
- 1957 — Люди с бесплодных земель / Ludzie z pustego obszaru
- 1960 — Люди в дороге / Ludzie w drodze
- 1960 — Музыканты / Muzykanci
- 1961 — Железнодорожный узел / Węzeł
- 1965 — На пороге / Na progu
- 1967 — Один год Франка В. / Rok Franka W.
- 1973 — Кристина М. / Krystyna M.
- 1981 — Проверка материала / Próba materii
- 1985 — Память / Pamięć
- 1991 — Улица Гжибовска, 9, например / Na przykład ul.Grzybowska 9
- 1997 — Портрет в капле воды / Portret w kropli
- 2004 — Встречи / Spotkania
- 2006 — Пан Франтишек / Pan Franciszek